# Cozyptila
Cozyptila es un género de arañas araneomorfas de la familia Thomisidae. Fue descrito por Pekka T. Lehtinen y Yuri Marusik en 2005.
Se distribuye por varios países de Europa.

## Especies
- C. blackwalli (Simon, 1875)
- C. guseinovorum Marusik & Kovblyuk, 2005
- C. nigristernum (Dalmas, 1922)